# Netzwerk Forum Biodiversitätsforschung Deutschland
Das Netzwerk-Forum zur Biodiversitätsforschung Deutschland (NeFo) ist eine Kommunikationsplattform für Wissenschaftler und Anwender von Wissen zur biologischen Vielfalt mit dem Anliegen, eine breitere Öffentlichkeit für das Thema Biodiversität zu schaffen und wissenschaftliche Initiativen zum Thema zu vernetzen.
NeFo ist ein Projekt im Rahmen von DIVERSITAS Deutschland e.V. Das Projekt hat das Ziel, Informationen für die Biodiversitätsforschung und aus ihr heraus zu bündeln und sowohl Anwender als auch die Öffentlichkeit zielgerichtet und umfassend zu versorgen.

## Struktur
Die Arbeit des Projektes teilt sich in zwei Arbeitsbereiche:
Das Team des Netzwerks erstellt einen Überblick über die Forschungslandschaft in Deutschland und spezifische Berichte zur Situation in der ökologischen, taxonomischen/organismischen sowie sozio-ökonomischen Biodiversitätsforschung in Deutschland. Des Weiteren organisiert es Workshops zu aktuellen Themen, deren Arbeit in Berichte und Positionspapiere einfließen.
Die Mitarbeiter des FORUMS sorgen für die Verknüpfung der Forschungscommunity mit der Gesellschaft. Eine zentrale Rolle spielt dabei das Service-Zentrum Politik als direkter Ansprechpartner für Anfragen aus Politik, Behörden, Praxis und Verbänden. Diese werden entweder direkt beantwortet oder an Experten des Netzwerks weitergeleitet. Zudem werden ausgewählte aktuell relevante Themen proaktiv für die Anwender aufgearbeitet. Ein weiterer Schwerpunkt ist die Öffentlichkeitsarbeit zur Biodiversitätsforschung.
Das Projekt läuft unter Federführung der Helmholtz-Zentrum für Umweltforschung GmbH (UFZ) in Leipzig in enger Zusammenarbeit mit dem Museum für Naturkunde Berlin und dem Institut für Biochemie und Biologie der Universität Potsdam. Dabei folgt es einer offenen Struktur und lädt alle in der Biodiversitätsforschung Aktiven zu einer Mitarbeit ein.

## Internationale Zusammenarbeit
Die Vereinten Nationen richteten eine internationale Wissenschaftsplattform für Biodiversitätsfragen (IPBES) ein, die Anfang Oktober 2011 erstmals tagte. Das Netzwerk-Forum zur Biodiversitätsforschung Deutschland rief hierzu am 7. und 8. Juli in Bonn Forschungsverbünde, Politik und Nichtregierungsorganisationen (NROs) zusammen, um im Auftrag des BMBF sowie des BMU Vorstellungen zu einer Beteiligung deutscher Experten zu diskutieren.

## Aufgabe
NeFo will die Biodiversitätsforschung in Deutschland durch eine gemeinsame institutionsunabhängige Kommunikationsstruktur und -kultur unterstützen, um damit letztlich zum wirksamen Schutz der biologischen Vielfalt in Deutschland und weltweit beizutragen. Das Projekt soll Wissenschaftlern helfen, Kooperationen zwischen Vertretern verschiedener Fachrichtungen zu schließen, und Entscheidungsträgern helfen, sich über wissenschaftliche Antworten zu aktuellen Problemen zu informieren. Damit sollen fundierte Entscheidungen möglich sein.
Dabei werden folgende konkrete Ziele durch die gemeinsame Arbeit des Projekt-Teams verfolgt:
- Eine differenzierte Übersicht über die deutsche Biodiversitätsforschungslandschaft zugänglich machen.
- Den Zugang zu (in der Forschung gewonnenem) Biodiversitätswissen und den zugrundeliegenden Daten und Informationen verbessern.
- Die fachübergreifende Kooperation zwischen Wissenschaftlerinnen und Wissenschaftlern u. a. über Angebote thematischer und methodischer Arbeitsgruppen und Veranstaltungen unterstützen.
- Den Austausch zwischen Wissenschaft, Politik und anderen Interessensvertretern im Biodiversitätsbereich fördern.
- Die gesellschaftliche Relevanz von Biodiversitätsforschung deutlicher herausstellen.
- Die deutsche Biodiversitätsforschung international stärker bekannt machen und vernetzen.
- Zur Umsetzung der Nationalen Strategie zur biologischen Vielfalt beitragen.
- Die Umsetzung des internationalen Übereinkommens über die biologische Vielfalt CBD Convention on Biological Diversity unterstützen.